# Sammy White
Sammy White (Winnsboro, 16 marzo 1954) è un ex giocatore di football americano statunitense che ha giocato nel ruolo di wide receiver per i Minnesota Vikings della National Football League (NFL). Fu scelto nel corso del secondo giro (54º assoluto) del Draft NFL 1976 dai Vikings. Al college ha giocato a football alla Grambling State University

## Carriera
Sammy fu scelto nel corso del secondo giro del Draft 1976 dai Minnesota Vikings. Nella sua prima stagione ricevette 51 passaggi per 906 yard e 10 touchdown, venendo premiato come rookie offensivo dell'anno e convocato per il Pro Bowl. Quell'anno i Vikings giunsero fino al Super Bowl XI, perso contro gli Oakland Raiders. White fu convocato per il Pro Bowl anche nell'annata seguente, terminata con 760 yard ricevute e 9 touchdown. Nel 1981 invece superò per l'unica volta le mille yard ricevute in una stagione. Si ritirò dopo la stagione 1985 dopo avere passato tutta la carriera coi Vikings.

## Palmarès

### Franchigia
- National Football Conference Championship: 1

Minnesota Vikings: 1976

### Individuale
- Convocazioni al Pro Bowl: 2

1976, 1977
- All-Pro: 3

1976, 1977, 1978
- Rookie offensivo dell'anno - 1985
- PFWA All-Rookie Team - 1976

## Statistiche
| Ricezioni              | 393   |
| Yard ricevute          | 6.400 |
| Touchdown su ricezione | 50    |